# دامه، برندنبورگ
شهر دامه/مارک در ایالت برندنبورگ در کشور آلمان واقع شده است.